# Moston (Shropshire)
Moston – przysiółek w Anglii, w Shropshire, w dystrykcie (unitary authority) Shropshire. Leży 5,4 km od miasta Wem, 15,3 km od miasta Shrewsbury i 228,4 km od Londynu. W latach 1870–1872 miejscowość liczyła 61 mieszkańców. Miejscowość Moston jest wspomniana w Domesday Book (1086) jako Mostune.